# Spanyolország az 1968. évi téli olimpiai játékokon
Spanyolország a franciaországi Grenoble-ban megrendezett 1968. évi téli olimpiai játékok egyik részt vevő nemzete volt. Az országot az olimpián 3 sportágban 19 sportoló képviselte, akik érmet nem szereztek.

## Alpesisí
Férfi
| Versenyző                 | Versenyszám      | Selejtező | Selejtező | Selejtező | Selejtező | Döntő         | Döntő         | Döntő    | Döntő    | Döntő      | Döntő      |
| Versenyző                 | Versenyszám      | 1. futam  | 1. futam  | 2. futam  | 2. futam  | 1. futam      | 1. futam      | 2. futam | 2. futam | Összesítés | Összesítés |
| Versenyző                 | Versenyszám      | Idő       | Hely.     | Idő       | Hely.     | Idő           | Hely.         | Idő      | Hely.    | Idő        | Helyezés   |
| ------------------------- | ---------------- | --------- | --------- | --------- | --------- | ------------- | ------------- | -------- | -------- | ---------- | ---------- |
| Carlos Adsera             | Műlesiklás       | 56,04     | 2.        |           |           | 59,54         | 42.           | 57,67    | 27.      | 1:57,21    | 27.        |
| Antonio Campaña           | Lesiklás         |           |           |           |           |               |               |          |          | 2:11,11    | 52.        |
| Antonio Campaña           | Óriás-műlesiklás |           |           |           |           | 1:53,77       | 49.*          | 1:55,18  | 43.      | 3:48,95    | 44.        |
| Luciano del Cacho         | Lesiklás         |           |           |           |           |               |               |          |          | 2:08,85    | 39.        |
| Francisco Fernández Ochoa | Lesiklás         |           |           |           |           |               |               |          |          | 2:08,67    | 38.        |
| Francisco Fernández Ochoa | Műlesiklás       | 53,43     | 3.        | 56,19     | 1.        | 53,52         | 31.           | 54,61    | 23.      | 1:48,13    | 23.        |
| Francisco Fernández Ochoa | Óriás-műlesiklás |           |           |           |           | 1:52,57       | 44.           | 1:53,40  | 38.      | 3:45,97    | 38.        |
| Aurelio García            | Lesiklás         |           |           |           |           |               |               |          |          | 2:06,84    | 32.        |
| Aurelio García            | Műlesiklás       | 51,44     | 1.        |           |           | nem ért célba | nem ért célba | kiesett  | kiesett  | kiesett    | kiesett    |
| Aurelio García            | Óriás-műlesiklás |           |           |           |           | 1:51,57       | 39.           | 1:56,61  | 48.      | 3:48,18    | 42.        |
| Jorge Rodríguez           | Műlesiklás       | 57,30     | 4.        | 55,44     | 2.        | kiesett       | kiesett       | kiesett  | kiesett  | kiesett    | kiesett    |
| Jorge Rodríguez           | Óriás-műlesiklás |           |           |           |           | 1:57,92       | 61.           | 1:59,32  | 61.      | 3:57,24    | 59.        |

* - egy másik versenyzővel azonos eredményt ért el

## Bob
| Versenyző                                                     | Versenyszám | 1. futam | 1. futam | 2. futam | 2. futam | 3. futam | 3. futam | 4. futam | 4. futam | Összesítés | Összesítés |
| Versenyző                                                     | Versenyszám | Idő      | Hely.    | Idő      | Hely.    | Idő      | Hely.    | Idő      | Hely.    | Idő        | Helyezés   |
| ------------------------------------------------------------- | ----------- | -------- | -------- | -------- | -------- | -------- | -------- | -------- | -------- | ---------- | ---------- |
| Eugenio Baturone Maximiliano Jones                            | Kettes      | 1:12,76  | 18.      | 1:14,30  | 19.      | 1:12,81  | 15.      | 1:11,67  | 6.       | 4:51,54    | 17.        |
| José María Palomo José Manuel Pérez                           | Kettes      | 1:11,97  | 12.      | 1:12,60  | 13.      | 1:14,34  | 20.      | 1:12,25  | 10.      | 4:51,16    | 13.        |
| Guillermo Rosal Néstor Alonso José Manuel Pérez Antonio Marín | Négyes      | 1:12,90  | 19.      | 1:11,42  | 19.      |          |          |          |          | 2:24,32    | 19.        |
| Víctor Palomo Maximiliano Jones José Clot Eugenio Baturone    | Négyes      | 1:12,86  | 18.      | 1:10,32  | 18.      |          |          |          |          | 2:23,18    | 18.        |

* - egy másik csapattal azonos eredményt ért el

## Szánkó
| Versenyző    | Versenyszám | 1. futam | 1. futam | 2. futam | 2. futam | 3. futam | 3. futam | Összesítés | Összesítés |
| Versenyző    | Versenyszám | Idő      | Hely.    | Idő      | Hely.    | Idő      | Hely.    | Idő        | Helyezés   |
| ------------ | ----------- | -------- | -------- | -------- | -------- | -------- | -------- | ---------- | ---------- |
| Jesús Gatell | Férfi egyes | 1:03,15  | 42.      | 1:04,38  | 43.      | 1:04,25  | 44.      | 3:11,78    | 42.        |
| Jorge Monjo  | Férfi egyes | 1:05,18  | 45.      | 1:03,35  | 42.      | 1:05,12  | 46.      | 3:13,65    | 43.        |
| Luis Omedes  | Férfi egyes | 1:14,43  | 46.      | 1:04,89  | 45.      | 1:05,82  | 47.      | 3:25,14    | 45.        |
| Jorge Roura  | Férfi egyes | 1:04,01  | 44.      | 1:05,54  | 46.      | 1:04,42  | 45.      | 3:13,97    | 44.        |